# Ramsey Forty Foot
Ramsey Forty Foot – wieś w Anglii, w hrabstwie Cambridgeshire, w dystrykcie Fenland. Leży 33 km na północny zachód od miasta Cambridge i 108 km na północ od Londynu.